# Cercle royal de natation de Tournai
Le Cercle royal de natation de Tournai (CNT) est un club belge de natation de Tournai.

## Historique
Le club est fondé en 1920.
Son équipe première de water-polo remporte six fois le championnat  et six coupe de Belgique dans les années 1990 et dans les années 2010

## Palmarès water-polo masculin
- 6 titres de champion de Belgique : 1991, 1993, 1997, 1998, 2013 et 2014[2].
- 6 coupes de Belgique : 1991, 1992, 1993, 1995, 2012[3] et 2017.

## L'équipe de la saison 2014-2015
- 1 Piat Rotsaert
- 2 Florent Boulogne
- 3 Olivier Huart
- 4 Alexandre Kubat
- 5 Justin Kubat
- 6 Guillaume Turbelin
- 7 Samuel Gomez (c)
- 8 Martin Bomba
- 9 Kevin Dehee
- 10 Nicolas Golejevski
- 11 Thibault Parent
- 12 Valentin Neukelmance
- 13 Nicolas Delaby